# Щ-402
Щ-402 (до 1937 года — Щ-314) — советская дизель-электрическая торпедная подводная лодка проекта Щ — «Щука». Построена в 1934—1936 годах в Ленинграде, служила на Северном флоте (СФ), принимала участие в Советско-финской и Великой Отечественной войнах, стала одной из четырёх краснознамённых и гвардейских подводных лодок и единственной «Щукой» среди них. Погибла в 1944 году, место и причина гибели достоверно не установлены.

## История строительства
Заложена 4 декабря 1934 года на Балтийском заводе № 189 в Ленинграде под заводским номером 254. Спущена на воду 28 июня 1935 года. По некоторым данным должна была получить название «Тигр». 4 июня 1936 года начала испытания, 23 сентября принята в строй, 1 октября 1936 года вошла в состав Балтийского флота под названием Щ-314. В мае 1937 года была поставлена в плавучий док для подготовки к переходу в Баренцево море. 16 мая 1937 года под командованием Б. К. Бакунина была зачислена в состав 2-го дивизиона Бригады подводных лодок Северного флота, получила наименование Щ-402.

## История службы
28 мая 1937 вышла из Ленинграда, прошла по Беломорско-Балтийскому каналу и в сентябре 1937 года прибыла в Полярный.
В феврале 1938 года совместно с подводными лодками Щ-404, Д-3 «Красногвардеец», эсминцем «Карл Либкнехт», ледокольными пароходами «Мурман», «Таймыр» и судном «Мурманец» принимала участие в операции по спасению советской научно-исследовательской арктической станции «Северный полюс», в условиях шторма и полярной ночи выполняя задачи по обеспечению радиосвязи между ледоколами и базой Северного флота. С 16 декабря 1938 года по 16 января 1939 года находилась в автономном плавании. В апреле 1939 года совместно с подводными лодками Д-2 «Народоволец», Щ-403 и Щ-404 находясь в Северном море обеспечивала радиосвязью беспосадочный перелёт Москва — Северная Америка самолёта «Москва» под управлением В. К. Коккинаки.
В августе 1939 года во время больших отрядных учений Северного флота был смыт за борт и утонул краснофлотец С. Т. Закереничный.

### Советско-финская война
В период Советско-финской войны 1939—1940 годов совершила 3 боевых похода. Осуществляла патрулирования у побережья Норвегии между Вардё и мысом Нордкин. 5 февраля 1940 года обнаружила норвежский броненосец «Норге» одноимённого типа, опознала его как финский «Вяйнямёйнен», но в атаку выйти не смогла.
В 1940 году была включена в состав 3-го дивизиона Бригады подводных лодок Северного флота, базировалась на Полярный, в том же году прошла средний ремонт. В октябре 1940 года во время плавания обнаружены проблемы с кормовыми горизонтальными рулями вплоть до заклинивания. Встала в аварийный ремонт на 20 суток, причиной поломки являлись деревянные бруски, которые забыли убрать после среднего ремонта.

### Великая Отечественная война
Начало войны встретила в ремонте на заводе Наркомата рыбной промышленности в Мурманске, уже 23 июня 1941 года вступила в строй, а 10 июля вышла в первый боевой поход, во время которого, 14 июля 1941 года, проникла в Порсангер-фьорд и с дистанции 14—15 кабельтовых двумя торпедами атаковала стоявший на якоре в порту Хоннингсвог немецкий пароход «Ханау» водоизмещением 5892 тонн, первой из подводных лодок Северного флота атаковав транспорт противника. Атака завершилась неудачей — одна торпеда взорвалась на камнях, вторая выскочила на берег и была доставлена в Тронхейм для изучения.
В годы войны лодка совершила 16 боевых походов, 14 торпедных атак. По советским данным было засчитано 12 потопленных кораблей, по подтверждённым данным потопила немецкий сторожевой корабль NM 01 Vandale и каботажный пароход «Вестеролен» водоизмещением 682 тонны.
9 марта 1942 года Щ-402 прикрывала северный конвой PQ-12. Для устранения масляного следа, тянущегося за лодкой из повреждённых внешних топливных цистерн, две цистерны с топливом были продуты за борт, однако вопреки мнению командира оставшегося в других цистернах топлива не хватило для возвращения на базу, и лодка запросила помощи. Подводные лодки Д-3 «Красногвардеец» и К-21 направились на помощь, К-21 прибыла первой, но не нашла «Щуку» в указанном районе, так как Щ-402 малым ходом шла на базу, используя в качестве топлива смесь машинного масла и слитого из торпед керосина. После суточных поисков лодки обнаружили друг друга, Щ-402 получила топливо и благополучно вернулась на базу.
В августе 1942 года во время очередного похода на Щ-402 взорвалась аккумуляторная батарея. Во втором отсеке начался пожар, взрыв вывел из строя часть приборов и механизмов, погибло 19 подводников, включая командира и трёх офицеров. Экипаж с трудом довёл покалеченную лодку на базу, где её ожидал долгий восстановительный ремонт, двоих членов экипажа отдали под суд, обвинив в грубых нарушениях правил эксплуатации аккумуляторов. Новым командиром корабля стал капитан-лейтенант Александр Каутский, бывший помощник командира Фёдора Видяева на Щ-421.
Указом Президиума Верховного Совета СССР «О награждении Орденом Красного Знамени эскадренного миноносца „Беспощадный“, подводных лодок „М-172“, „Щ-402“ и „Щ-421“» от 3 апреля 1942 года за «образцовое выполнение боевых заданий командования и проявленные при этом доблесть и мужество» награждена орденом Красного Знамени.
За боевые подвиги 25 июля 1943 года удостоена звания «гвардейской».

### Гибель
21 сентября 1944 года самолёт-торпедоносец «Бостон» (командир экипажа — капитан М. И. Протас) из состава 36-го минно-торпедного авиационного полка ВВС СФ, следуя в назначенный ему район «свободной охоты» (между островом Магерё и так называемым «Лоппским морем» — районом островов Фуглё, Лоппа, Сёрёйа), в 6 часов 42 минуты, не дойдя до указанного района, обнаружил в районе мыса Гамвик надводный объект, опознанный экипажем «Бостона» как «подводная лодка противника в надводном положении», которую он атаковал и торпедировал. После анализа снимков фотопулемёта «Бостона» в штабе СФ был сделан вывод, что судя по очертаниям объекта атаки, за подводную лодку противника лётчики приняли советскую подводную лодку типа «Щ» и, в нарушение приказа, запрещавшего советской авиации атаковать любые подводные лодки между мысом Нордкап и островом Вардё, с дистанции 600 метров атаковали цель торпедой, в результате взрыва которой та затонула (в ходе последующего расследования выяснилось, что приказ о запрете атаки подводных лодок в указанном районе до экипажа «Бостона» доведён не был, при этом перед вылетом М. И. Протас был лишь кратко проинструктирован по телефону начальником штаба 5-й минно-торпедной авиационной дивизии ВВС СФ). Произведённый вслед за этим вызов на связь всех советских подводных лодок, находящихся в боевых походах, показал, что одна из них — Щ-402 — на связь не выходит. Не вернулась она на базу и по истечении срока автономности.
В результате многолетних трудов одного из сыновей командира Щ-402 — Каутского Игоря Александровича, трудов других подводников, сослуживцев командира Александра Моисеевича, было сделано предположение, что Щ-402 опознала «Бостон» как союзный самолёт и не стала погружаться под воду, зная, что в данном районе есть запрет атаки подводных лодок и лодка находится в безопасности. «Щука» стала погружаться только когда все поняли, что самолёт заходит на боевой курс и собирается атаковать, но погрузиться уже не успела.
Существует версия, высказанная российскими историками М. Э. Морозовым, К. Л. Кулагиным и В. А. Нагирняком, которая выражает сомнения в правильности выводов штаба СФ, сделанных по снимкам фотопулемёта «Бостона» М. И. Протаса, до настоящего времени не сохранившихся. Версия основана на том, что позиция Щ-402 (позиция «Д» в районе Конгс-фьорда) находилась на расстоянии примерно 35 морских миль (65 км) от места атаки, в то время как район мыса Гамвик — место атаки М. И. Протаса — был позицией подводной лодки С-56 (которая пережила войну). Согласно оценке вышеуказанных историков, расстояние около 35 морских миль слишком велико, чтобы списать его на штурманскую ошибку, к тому же по расчёту времени Щ-402 должна была выйти на позицию к полудню 19 сентября 1944 года, после чего у неё было почти двое суток при хорошей видимости, чтобы уточнить своё местоположение по береговым ориентирам, и уйти на свою позицию. Советским подводным лодкам разрешалось заходить на чужие позиции в случаях преследования и атаки судов противника, однако последнее радиосообщение об обнаруженных вражеских конвоях было отправлено развёрнутым на позициях советским подводным лодкам 19 сентября, и с того времени они должны были вести поиск самостоятельно в пределах своих позиций. Поведение предполагаемой подводной лодки, описанное в докладе контр-адмирала В. П. Карпунина, согласно анализу снимков фотопулемёта «Бостона» М. И. Протаса, выглядит неестественным: дрейф в полупогруженном положении в зоне видимости немецких береговых батарей при достаточно хороших погодных условиях (погружена до верхней кромки барбета носового орудия с небольшим дифферентом на нос, но значительно меньшим, чем при погружении субмарины; перископы убраны), при этом береговые батареи противника огня по ней не вели. Отсутствие хода у атакованного М. И. Протасом объекта вызывает вопросы: если бы на подводной лодке вышел из строя стабилизатор глубины без хода (система «Спрут»), которым была оборудована Щ-402, то она вряд ли могла самостоятельно выскочить на поверхность, так как при этом не приобрела бы положительной плавучести, а сохряняла плавучесть близкой к нулю. Если имела место ошибка рулевого, управляющего горизонтальными рулями, и подводная лодка выскочила на поверхность при движении на перископной глубине, как предполагается в докладе В. П. Карпунина, то непонятно почему корабельная вахта ничего не предприняла, чтобы незамедлительно снова погрузить субмарину. Кроме того, отсутствие кильватерной струи и убранные перископы ставят под сомнение версию об её выскакивании на поверхность при движении на перископной глубине. Также отсутствие хода предполагаемой Щ-402 говорит о том, что в момент атаки её погружение было невозможным. Данный анализ даёт основание предполагать, что атакованным объектом мог оказаться норвежский рыболовный бот, а Щ-402 возможно погибла на немецком противолодочном минном заграждении NW 30 (скрытно выставленном противником в районе Конгс-фьорда летом 1943 года), когда после полученного 19 сентября радиосообщения производила поиск вражеских конвоев в пределах своей позиции.

## Командиры
- Б. К. Бакунин (апрель 1939 — май 1939)
- Н. Г. Столбов (5 февраля 1940 — 14 августа 1942, погиб вместе с 18 членами экипажа от взрыва водорода при зарядке аккумуляторов)
- А. М. Каутский (август 1942 — 21 сентября 1944)